# Anne Boyer
Anne Boyer (Topeka, 26 luglio 1973) è una scrittrice, poetessa e anglista statunitense.

## Biografia
Nata a Topeka nel 1973, nel 1996 ha ottenuto un B.A. in letteratura inglese all'Università statale del Kansas e l'anno successivo un Master of Fine Arts 
in scrittura creativa alla Wichita State University.
Autrice di alcune raccolte di liriche, suoi articoli sono apparsi su riviste quali Guernica, Fullstop, The New Inquiry e Mute Magazine.
Nel 2020 il suo saggio-memoir Non morire che, partendo della sua lotta contro il cancro al seno, analizza il sistema economico dietro le cure oncologiche e le esperienze simili di scrittrici del passato, ha ottenuto il Premio Pulitzer per la saggistica.
Professoressa presso il Kansas City Art Institute dal 2011, vive e lavora a Kansas City.

## Opere (parziale)

### Poesia
- The Romance of Happy Workers (2008)
- The 2000s (2009)
- My Common Heart (2011)
- Garments Against Women (2015)

### Saggistica
- The Handbook of Disappointed Fate (2018)
- Non morire (The Undying: Pain, Vulnerability, Mortality, Medicine, Art, Time, Dreams, Data, Exhaustion, Cancer, and Care), Milano, La nave di Teseo, 2020 traduzione di Viola Di Grado ISBN 978-88-346-0403-8.

## Premi e riconoscimenti
- Premi Whiting: 2018 vincitrice nelle categorie "poesia" e "saggistica"[7]
- Premio Pulitzer per la saggistica: 2020 vincitrice con Non morire
- Premio letterario Windham–Campbell per la saggistica: 2022[8]